# Протока Робсона
82°00′ пн. ш. 61°30′ зх. д. / 82° пн. ш. 61.5° зх. д.
Протока Робсона (англ. Robeson Channel) — протока у Північному Льодовитому океані, розділяє острови Гренландія та Елсмір, є північною частиною протоки Нерса.
Сполучає затоку Голла на півдні з Північним Льодовитим океаном на півночі. Довжина протоки становить близько 80 км при ширині від 18 до 29 км.
Неподалік від протоки Робсон знаходиться селище Алерт — найпівнічніше поселення у світі з постійним населенням. Протока була названа під час полярної експедиції 1871 під керівництвом Чарльза Франсіса Голла. Отримала назву на честь міністра військово-морських сил США Джорджа Максвелла Робсона.